# 2024년 하계 올림픽 슬로베니아 선수단
2024년 하계 올림픽 슬로베니아 선수단은 2024년 7월 26일부터 8월 11일까지 프랑스 파리에서 열린 2024년 하계 올림픽에 참가한 올림픽 슬로베니아 선수단이다. 
슬로베니아는 유고슬로비아로부터 독립한 후 9회 연속으로 하계 올림픽 출전했다.

## 출전 선수
| 종목           | 남자 | 여자 | 전체 |
| -------------- | ---- | ---- | ---- |
| 골프           | 0    | 2    | 2    |
| 배구           | 12   | 0    | 12   |
| 사이클         | 4    | 3    | 7    |
| 수영           | 1    | 4    | 5    |
| 스포츠클라이밍 | 1    | 2    | 3    |
| 양궁           | 1    | 1    | 2    |
| 요트           | 3    | 3    | 6    |
| 유도           | 1    | 5    | 6    |
| 육상           | 2    | 5    | 7    |
| 조정           | 1    | 1    | 2    |
| 체조           | 0    | 2    | 2    |
| 카누           | 2    | 2    | 4    |
| 탁구           | 3    | 0    | 3    |
| 태권도         | 1    | 0    | 1    |
| 핸드볼         | 14   | 14   | 28   |
| 전체           | 46   | 44   | 90   |

## 메달 집계
| 종목 | 1 | 2 | 3 | 합계 |
| 종목 | ' | ' | ' | '    |
| 종목 | ' | ' | ' | '    |
| 종목 | ' | ' | ' | '    |
| 합계 | ' | ' | ' | '    |

## 종목별 성적

### 골프
여자
- 피아 바브니크
- 아나 벨라츠

### 사이클
남자
- 도멘 노바크
- 루카 메즈게츠
- 마테이 모호리치
- 얀 트라트니크

여자
- 타냐 자켈

### 수영
남자
- 사쇼 보슈칸

여자
- 네자 클란차르

### 양궁
남자
- 지가 라우니카르

여자
- 자나 핀타리치

### 카누
남자
- 베냐민 사우셰크
- 페테르 카우제르

여자
- 에바 테르첼
- 에바 알리나 호체바르

### 태권도
남자
- 파트리크 디우코비치

## 같이 보기
- 2024년 하계 올림픽